# Reg

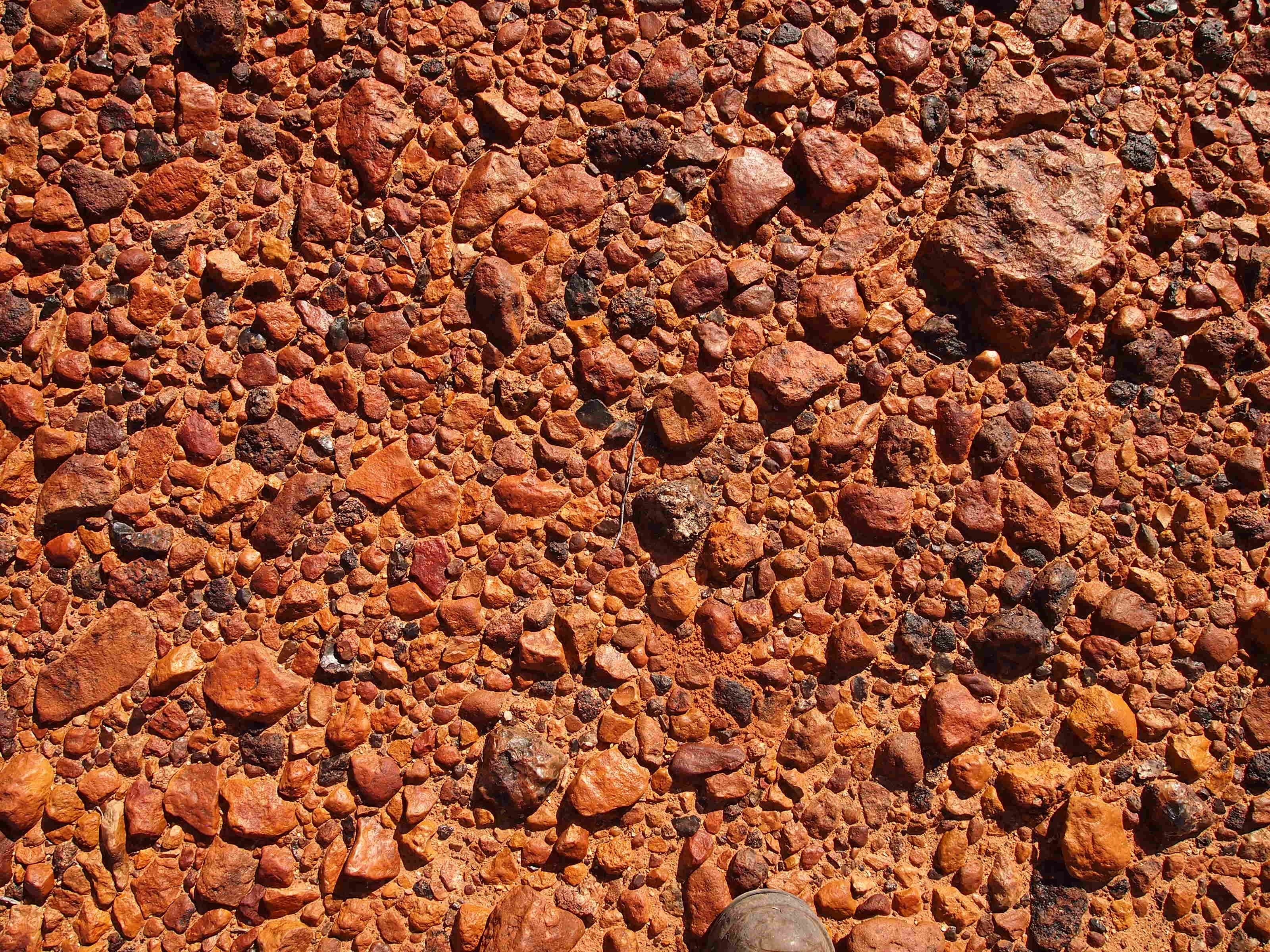
Reg care prezintă patină de deșert pe pietriș; Câmpiile Gibber din centrul Australiei.

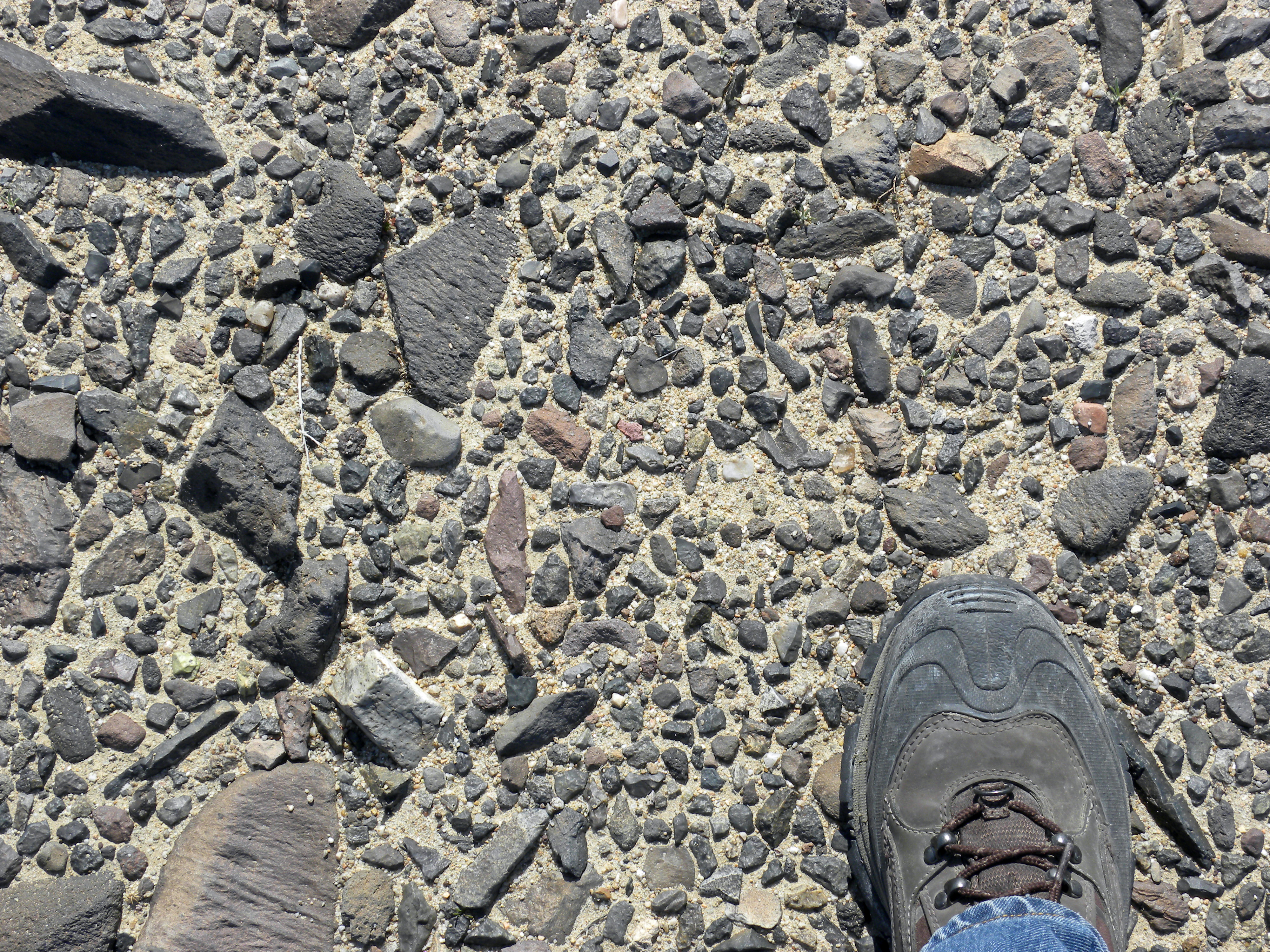
Reg care prezintă urmele abraziunii eoliene pe pietriș; Deșertul Mojave din sudul Californiei.

Un reg este o suprafață în deșert acoperită cu un strat dens de fragmente de rocă colțuroase sau rotunjite de mărimea pietrișului. Se formează de obicei pe conuri de dejecție. Cu timpul, suprafețele expuse la acțiunea condițiilor meteorologice capătă patină de deșert.

## Formare
Au fost propuse mai multe teorii privind formarea regurilor. O teorie populară sugerează că se formează prin îndepărtarea treptată a nisipului, prafului și a altor materiale cu granulație fină de către vânt și ploaia intermitentă, lăsând în urmă fragmentele mai mari. Îndepărtarea particulelor mici de către vânt nu continuă la nesfârșit, deoarece regul odată format acționează ca un înveliș protector care rezistă la eroziunea ulterioară. Particulele mici se adună sub suprafața regului, formând un orizont de sol vezicular (denumit „Av”).